# Maestri (programma televisivo)
#Maestri è stato un programma televisivo italiano di genere educativo, in onda dal 2020 al 2022 su Rai 3. La trasmissione è stata condotta da Edoardo Camurri. Ogni puntata era costituita da un'intervista con un ospite e con l'obiettivo di conoscere un argomento di genere storico, scientifico, filosofico, artistico o di attualità.
Il programma è stato realizzato in collaborazione con il Ministero dell'Istruzione.